# Matic Skube
Matic Skube (* 23. Februar 1988 in Kranj) ist ein ehemaliger slowenischer Skirennläufer. Er war auf die Disziplinen Slalom und Riesenslalom spezialisiert.

## Biografie
Skube nahm 2001 am Trofeo Topolino teil und belegte im Slalom den dritten Platz. Ab Dezember 2003 nahm er an FIS-Rennen teil. Beim European Youth Olympic Festival 2005 in Morgins/Les Crosets gewann er im Slalom die Silber- und im Riesenslalom die Bronzemedaille. Ab März 2006 kam er im Europacup zum Einsatz. Am 12. November 2006 debütierte Skube im Weltcup; beim Slalom in Levi konnte er sich jedoch nicht für den zweiten Lauf qualifizieren, ebenso bei vier weiteren Einsätzen.
Im Januar 2007 gewann Skube bei der Universiade in Bardonecchia die Silbermedaille im Slalom, zwei Monate später wurde er in Flachau Juniorenweltmeister in derselben Disziplin. Er qualifizierte sich dadurch für das Weltcupfinale in Lenzerheide, wo er auf den 22. Platz fuhr. Da jedoch beim Saisonabschluss nur die ersten 15 Plätze gewertet werden, blieb er ohne Weltcuppunkte. Nachdem er in der Saison 2007/08 leistungsmäßig zurückgefallen war, aber erstmals slowenischer Meister im Slalom wurde, konnte er sich im darauf folgenden Winter wieder steigern.
In der Saison 2009/10 gelangen Skube regelmäßig gute Leistungen im Europacup. So konnte er am 9. Februar im Slalom von Méribel den ersten Sieg auf dieser Stufe feiern. Fünf Wochen zuvor, am 6. Januar, hatte er als 23. des Slaloms in Zagreb die ersten Weltcuppunkte gewonnen. Dies reichte aus, um sich für die Olympischen Winterspiele 2010 zu qualifizieren. Im olympischen Slalomrennen in Whistler-Blackcomb schied er jedoch bereits im ersten Lauf aus.
Sein bestes Weltcupresultat erreichte Skube am 9. Januar 2011 mit Platz zwölf im Slalom von Adelboden. Bei den Weltmeisterschaften 2011 in Garmisch-Partenkirchen wurde er 26. im Riesenslalom, während er im Slalom nach dem 24. Zwischenrang im zweiten Durchgang ausschied. Seinen letzten Weltcupstart hatte Skube im März 2016 im Slalom von Kranjska Gora, wo er sich nicht für den 2. Durchgang qualifizieren konnte. Nach der Saison 2016/17 beendete Skube seine Karriere.

## Erfolge

### Weltmeisterschaften
- Garmisch-Partenkirchen 2011: 26. Riesenslalom
- Schladming 2013: 25. Slalom

### Juniorenweltmeisterschaften
- Bardonecchia 2005: 51. Super-G, 62. Abfahrt
- Altenmarkt/Flachau 2007: 1. Slalom, 4. Kombination, 11. Abfahrt, 23. Riesenslalom, 24. Super-G
- Formigal 2008: 13. Riesenslalom, 17. Slalom

### Weltcup
- 3 Platzierungen unter den besten 20

### Weltcupwertungen
| Saison  | Gesamt | Gesamt | Slalom | Slalom |
| Saison  | Platz  | Punkte | Platz  | Punkte |
| ------- | ------ | ------ | ------ | ------ |
| 2009/10 | 138.   | 8      | 55.    | 8      |
| 2010/11 | 107.   | 38     | 39.    | 38     |
| 2011/12 | 131.   | 7      | 49.    | 7      |
| 2014/15 | 142.   | 6      | 54.    | 6      |
| 2015/16 | 127.   | 16     | 42.    | 16     |

### Europacup
- Saison 2009/10: 8. Slalomwertung
- 3 Podestplätze, darunter 1 Sieg

### Weitere Erfolge
- 5 slowenische Meistertitel (Slalom 2008, 2010 und 2012; Riesenslalom 2011 und 2012)
- 1 Sieg im South American Cup
- 5 Siege in FIS-Rennen (3× Slalom, 2× Riesenslalom)
- European Youth Olympic Festival 2005: 2. Slalom, 3. Riesenslalom, 4. Super-G
- Universiade 2007: 2. Slalom